# Sumita (Iwate)
Sumita (Japans: 住田町; -cho) is een gemeente in het District Kesen in de prefectuur Iwate, Japan.
In september 2006 had de gemeente 6805 inwoners. De bevolkingsdichtheid bedraagt 20,32 inw./km². De oppervlakte van de gemeente is 334,83 km².